# Limba de mesania
Per limba de mesania (in italiano "lingua di mezzo") si intende un insieme di dialetti romanzi non riconducibili completamente alle due varietà principali della lingua sarda, il logudorese e il campidanese, in quanto sono presenti, in diversa misura, elementi di tutte le due varietà. In genere la fonetica e il vocalismo sono quelli del logudorese, mentre alcuni tratti discendono invece dal campidanese.
I paesi di questa zona geografica di transizione dal logudorese al campidanese dove si parla, con caratteri diversi, la limba de mesania sono compresi nella fascia mediana dell’Isola che si estende dal medio-alto Oristanese, ai confini della provincia di Nuoro, passando per i paesi della Barbagia centrale e quelli ubicati nel versante ogliastrino del Gennargentu ed i paesi del Mandrolisai.
Pur trattandosi di dialetti non omogenei, come del resto le altre varianti del sardo, e con delle differenze a volte marcate a seconda della distanza tra i paesi in cui si parla, si possono individuare, in questa zona grigia, gruppi di parlate abbastanza simili tra loro in genere tra paesi contigui. Un primo gruppo, molto esteso, è quello dei dialetti parlati nei paesi del Montiferru, del Guilcer, del Barigadu, ed alcuni paesi della Barbagia, e un altro gruppo si può individuare nei paesi ubicati nel versante Barbaricino del Gennargentu e il Mandrolisai. Questi primi due gruppi di paesi erano compresi, quasi tutti, nel Giudicato d'Arborea, per cui la limba de mesania é sovente chiamata arborense e viene accostata alla limba de Elianora, facendo riferimento ad Eleonora d'Arborea  che utilizzò una lingua di compromesso, non molto differente da questa per redigere la Carta de Logu. Uno sviluppo originale invece hanno avuto i paesi dell’alta Ogliastra a ridosso dell’area del Gennargentu, che non erano compresi nel Giudicato d'Arborea bensì nel Giudicato di Cagliari.

## Varianti

### Alto Oristanese
Nell'Alto Oristanese, compresi alcuni paesi della provincia di Nuoro, si possono individuare a loro volta tre gruppi diversi:
- Il Campidano di Milis (Milis, San Vero Milis, Tramatza, Bauladu, Zeddiani, Narbolia) e Solarussa (del Campidano di Oristano). Qui prevale il campidanese grammaticalmente, con grosse influenze logudoresi, come il passaggio di g>z e ll>z (angioi>anzoi, fillu>fizu), c>tz (picioccu>pitzoccu/pitzinnu, beciu>betzu, certu>tzertu), rg>rz (argiola>arzola, orgiu>orzu). Le velari rimangono come nel logudorese (ruxi>rughi, centu>chentu, innoi>innoghi/innoga/innoe) e anche i nessi latini variano con la b come nel logudorese (lingua>limba, acua>abba, sanguini>sambeni, cuatru/cincu/cuattordixi>batru/chimbi/battordighi). Tali caratteristiche sono tutte in larghissima misura riscontrabili anche nei dialetti di Riola Sardo, Baratili San Pietro, Nurachi, Cabras e Zerfaliu,[1][2] mentre gli altri paesi del Campidano di Oristano e dintorni, quali Ollastra, Simaxis, Siamaggiore, Donigala Fenughedu, Massama, Nuraxinieddu, Solanas) mantengono la maggior parte dei canoni campidanesi, con alcune caratteristiche derivate dalla lingua logudorese.
- Il secondo gruppo è formato da alcuni paesi del versante destro del Montiferru (Seneghe e Bonarcado), della parte nord del Barigadu (Nughedu Santa Vittoria, Sorradile), dell'altopiano di Abbasanta (Paulilatino, Abbasanta, Ghilarza, Norbello) ed alcuni paesi della Barbagia (Austis, Tiana). Qui prevale largamente il logudorese comune e si possono individuare influenze campidanesi nei pronomi atoni (lu/la>ddu/dda, come in lu fatzo>ddu fatzo), il finale dei verbi maschili in -au (tancadu>tancau, nadu>nau) e il passaggio di tt>tz (petta>petza, pratta>pratza, tiu>tziu) e in altre caratteristiche linguistiche, in particolare nel lessico.

- Il terzo gruppo comprende parte del Barigadu (Fordongianus, Busachi, Allai) Ortueri e Samugheo. Seppure ciascuno di questi paesi mantenga una propria varietà linguistica, si può affermare che vi siano degli elementi comuni, come l'utilizzo della -g- al posto della -z- logudorese e di -l- campidanese (fizu/fillu>figiu, ozu/ollu>ogiu, menzus/mellus>mengius), l'utilizzo dei pronomi -jeo/-geo (-jeu/-geu a Fordongianus e Allai). Le velari rimangono come nel logudorese (chelu, chena). Si assiste in alcuni centri del Barigadu e del Mandrolisai (in particolare a Busachi, Fordongianus, Allai e Samugheo) al rafforzamento della -l intervocalica (chellu al posto di chelu).

### Barbagia centrale
Qui i paesi del Mandrolisai e della Barbagia di Belvì (Atzara, Sorgono, Tonara, Desulo, Meana Sardo, Aritzo, Belvì) pur tenendo una base campidanesofona (come il pronome plurale is), sono influenzati dalle parlate logudoresi: il plurale maschile in -os (picioccos, procos) e la -e finale (angione, margiane) e alcuni tipici elementi del logudorese (limba, gasi, battero, como). Presentano il gerundio in -ndo e l'assimilazione di nd e mb (pigando>piganno, faendo>faenno, cumbinando>cumminanno). Anche qui, il logudorese influenza l'infinito dei verbi campidanesi, mostrando la r o addirittura tutta la forma logudorese (nai>narriri, traballai>trabagiare/traballari, fueddai>foeddare).

### Alta Ogliastra
I paesi ogliastrini più a settentrione (Urzulei, Talana, Baunei, Triei, Villagrande Strisaili, Villanova Strisaili) mostrano gran parte delle caratteristiche dei paesi centrali della Barbagia, senza utilizzo delle velari (deghe>dege), senza l'assimilazione di nd e mb, ma sotto influenza del nuorese risentono del passaggio di s>r (come gran parte dell'Ogliastra) prima di determinate consonanti, quali b, d, g, l, m, n, v, z (is domos>ir domos, bellos meda>bellor meda). Cosa andata un po' a perdersi nelle nuove generazioni è il suono th al posto di tz campidanese, che in Ogliastra risulta essere meno delicato e somigliante a ss (petha/petza>pessa, pratha/pratza>prassa). A Urzulei e Baunei, trovandosi più a nord, il pronome plurale è assimilabile a quello logudorese, perdendo la prima s (sos amigos>os amigos, sas picioccas>as picioccas) peculiarità di Urzulei, simile al colpo di glottide barbaricino, la velare k viene aspirata (fogu>fochu, jogu>jochu) 
I paesi dell'Ogliastra centrale (Arzana, Lotzorai, Ilbono, Lanusei, Tortolì) mantengono caratteristiche del campidanese rustico, con alcuni termini e caratteristiche barbaricini (limba), il suono ss, e in alcuni il passaggio s>r, rientrando nel campidanese ogliastrino strettamente detto.